# Taken 2
Taken 2 er en engelsksproget fransk actionthriller fra 2012 instrueret af Olivier Megaton, blandt de medvirkende er Liam Neeson, Maggie Grace, Famke Janssen, Leland Orser, Jon Gries, D.B. Sweeney, Luke Grimes og Rade Šerbedžija. Det er fortsættelsen til filmen Taken fra 2008, og blev udgivet 13. oktober 2012. På trods af blandede anmeldelser fra filmkritikere var Taken 2 en kommerciel succes, og indspillede mere end den forrige film i serien. Det er den anden film i Taken-serien.

## Handling
Taken 2 foregår et år efter, at den pensionerede CIA-agent, Bryan Mills (Liam Neeson), reddede sin kidnappede datter, Kim, fra en brutal menneskehandlende mafia. 
På sin intense færd med at opspore datteren dræbte han en række af kidnapperne, og nu vil mafiabossen og faderen til et af Bryans ofre have hævn. 
Under en familieferie i Istanbul bliver Bryan, hans ekskone (Famke Janssen) og datter (Maggie Grace) derfor opsporet af de hævntørstige kriminelle. For at redde sig selv og sin familie får den tidligere agent endnu engang brug for de særlige evner, han tilegnede sig under sin tid hos CIA.

## Medvirkende
- Liam Neeson som Bryan Mills
- Maggie Grace som Kim Mills
- Famke Janssen som Lenore "Lennie" Mills
- Rade Šerbedžija som Murad Krasniqi
- Leland Orser som Sam
- Jon Gries som Casey
- D.B. Sweeney som Bernie
- Luke Grimes som Jamie
- Olivier Rabourdin som Jean-Claude Pitrel
- Kevork Malikyan som Inspector Durmaz
- Luenell som Kims kørelærer
- Alain Figlarz som Suko